# Municipio de Dresden (condado de Kingman)
El municipio de Dresden (en inglés: Dresden Township) es un municipio ubicado en el condado de Kingman en el estado estadounidense de Kansas. En el año 2010 tenía una población de 309 habitantes y una densidad poblacional de 3,3 personas por km².

## Geografía
El municipio de Dresden se encuentra ubicado en las coordenadas 37°41′20″N 98°25′8″O / 37.68889, -98.41889. Según la Oficina del Censo de los Estados Unidos, el municipio tiene una superficie total de 93.57 km², de la cual 93,38 km² corresponden a tierra firme y (0,2 %) 0,19 km² es agua.

## Demografía
Según el censo de 2010, había 309 personas residiendo en el municipio de Dresden. La densidad de población era de 3,3 hab./km². De los 309 habitantes, el municipio de Dresden estaba compuesto por el 98,38 % blancos, el 0,32 % eran amerindios, el 0,65 % eran de otras razas y el 0,65 % eran de una mezcla de razas. Del total de la población el 0,65 % eran hispanos o latinos de cualquier raza.